# Le Carnaval des truands
Pour plus de détails, voir Fiche technique et Distribution.
Le Carnaval des truands (Ad ogni costo) est un film policier hispano-germano-italien, réalisé par Giuliano Montaldo, sorti en 1967 avec Klaus Kinski et Janet Leigh.

## Synopsis
Récemment à la retraite, le professeur James Anders convoite de dérober durant le festival de Rio de Janeiro, une forte quantité de diamants cachée dans un coffre. Pour ce faire, avec l'aide de son ancien camarade de classe, Mark Milford, il établit une liste de quatre professionnels qui devront opérer seuls sur place.

## Fiche technique
- Titre : Le Carnaval des truands ou Diamants à gogo[1]
- Titre original : Ad ogni costo
- Réalisation : Giuliano Montaldo
- Scénario : Paolo Bianchini, Augusto Caminito et Mino Roli
- Musique : Ennio Morricone
- Langue : Anglais
- Production : Arrigo Colombo, Zeljko Kunkera et Giorgio Papi
- Pays d'origine :  Italie,  Espagne,  Allemagne de l'Ouest
- Année : 1967
- Genre : Film de gangsters
- Durée : 119 minutes
- Date de sortie : 1967
  - France : 17 mai 1968[1]
- Affiche : Jean Mascii (France)

## Distribution
- Klaus Kinski (VF : Roger Rudel) : Erich Weiss
- Janet Leigh (VF : Estelle Gérard) : Mary Ann
- Robert Hoffmann (VF : Philippe Mareuil) : Jean-Paul Audry
- Riccardo Cucciolla (VF : Serge Lhorca) : Agostino Rossi
- George Rigaud (VF : Roger Tréville) : Gregg
- Edward G. Robinson (VF : Serge Nadaud) : le professeur James Anders
- Adolfo Celi (VF : André Valmy) : Mark Milford
- Valentino Macchi : ?
- Jussara : Stetuaka
- Miguel Del Castillo : le manager
- Luciana Angiolillo (VF : Lita Recio) : l'assistante d'Agostino Rossi
- Anny Degli Uberti : ?
- Aldo Bonamano : ?

## Lieux de tournage
Au début du film, l'acteur Edward G. Robinson qui joue le professeur Anders arrive au toit du Pan Am Building à New York avec l'hélicoptère de New York Airways qui, à l'époque, faisait la liaison entre l'aéroport de La Guardia et le toit de l'actuel MetLife Building.